# Distretto di Chōsei
Il distretto di Chōsei (長生郡, Chōsei-gun?) è uno dei distretti della prefettura di Chiba, in Giappone.
Attualmente fanno parte del distretto i comuni di Chōnan, Chōsei, Ichinomiya, Mutsuzawa, Nagara e Shirako.
| Controllo di autorità | VIAF (EN) 149368011 · LCCN (EN) nr93024934 · J9U (EN, HE) 987007540353505171 · NDL (EN, JA) 00429266 |